# Obrimus (Gattung)
Die Gattung Obrimus ist eine auf den Philippinen beheimatete Gespenstschrecken-Gattung. Sie ist namensgebend für die Tribus und die Unterfamilie, in der sie geführt wird.

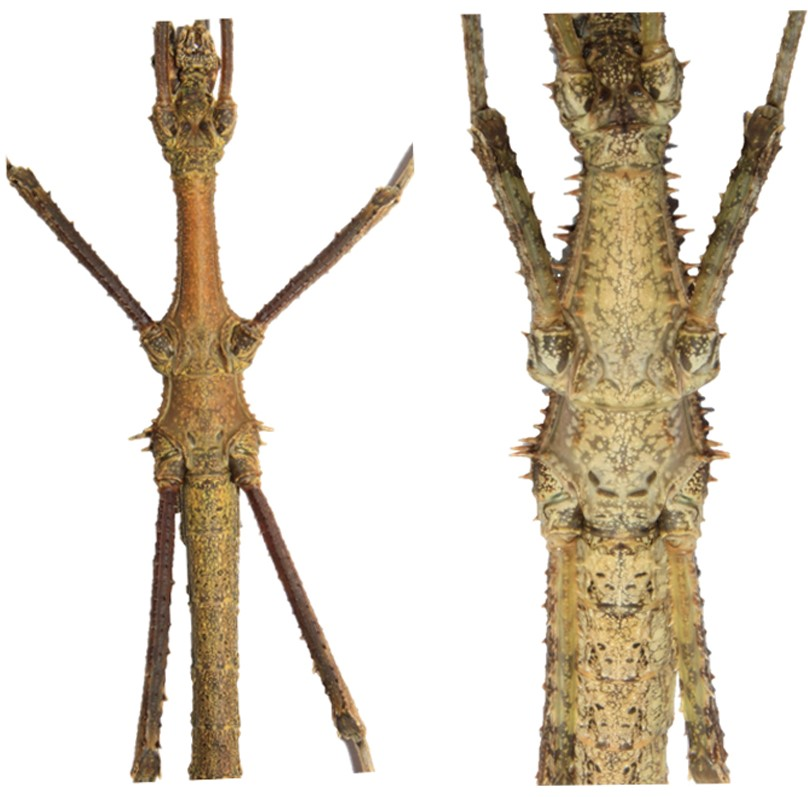
Obrimus bicolanus, links ♂, rechts ♀ mit Ansicht der Metasternalschlitze

## Merkmale
Die Arten dieser Gattung entsprechen im Habitus den anderen Vertretern der Obrimini, wirken mit diesen verglichen etwas langbeiniger und haben außerdem längere Fühler als diese. Wie alle Obrimini sind sie in beiden Geschlechtern flügellos. Sie ähneln in Größe und Erscheinungsbild den Arten der Gattung Brasidas. Wie bei diesen haben die Weibchen einen relativ langen und geraden Legestachel, der den eigentlichen Ovipositor umgibt.
Meist haben Obrimus-Arten mehr und spitzere Stacheln, die jedoch oft dünner sind als die der meisten anderen Obrimini-Arten. Wie die Vertreter der Gattung Brasidas haben sie im Metasternum Vertiefungen, die hier lediglich als schlecht bzw. teilweise kaum erkennbare, flache Schlitze am Außenrand des Metasternums ausgebildet sind, während es bei Brasidas Löcher oder Gruben sind.
Auch die Form der Eier unterscheidet sich deutlich von der anderer Gattungen. Die Eier sind vier bis fünf Millimeter lang und drei bis vier Millimeter breit. Die Mikropylarplatte ist dreiarmig und befindet sich auf dem dorsalen Bereich, welcher stark bauchig vorgewölbt ist. Die Eiform erinnert an die von Sungaya-Eiern. Allerdings befindet sich hinter der Spitze am unteren Pol ein weiterer stumpfer Pol, so dass die Eier unten, mehr oder weniger deutlich erkennbar, zwei stumpfe Enden haben. Der Deckel (Operculum) sitzt schräg auf dem Ei und fällt zur ventralen Seite stark ab (Siehe auch Bau des Phasmideneies).

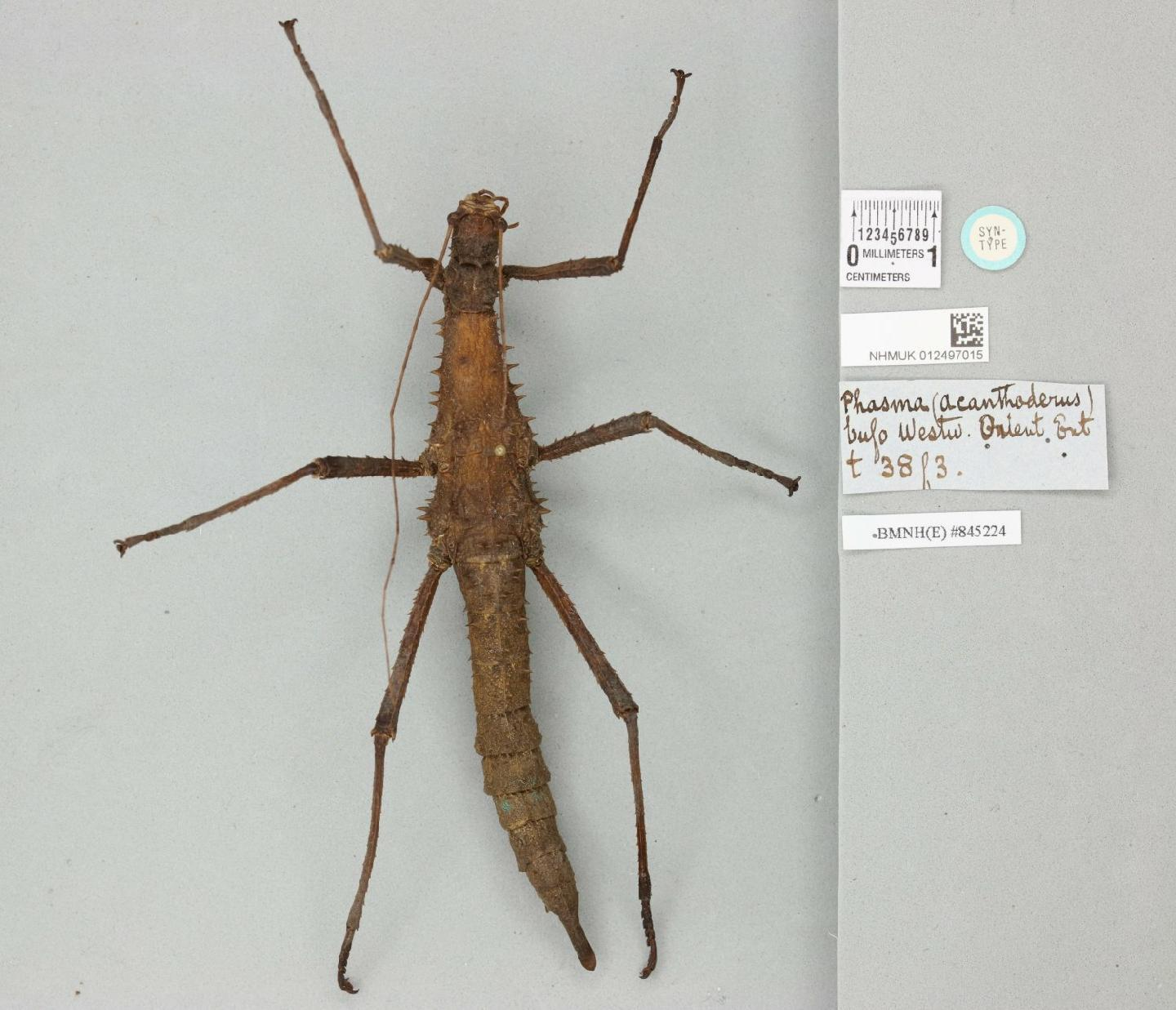
Obrimus bufo, weiblicher Syntypus aus dem NHM

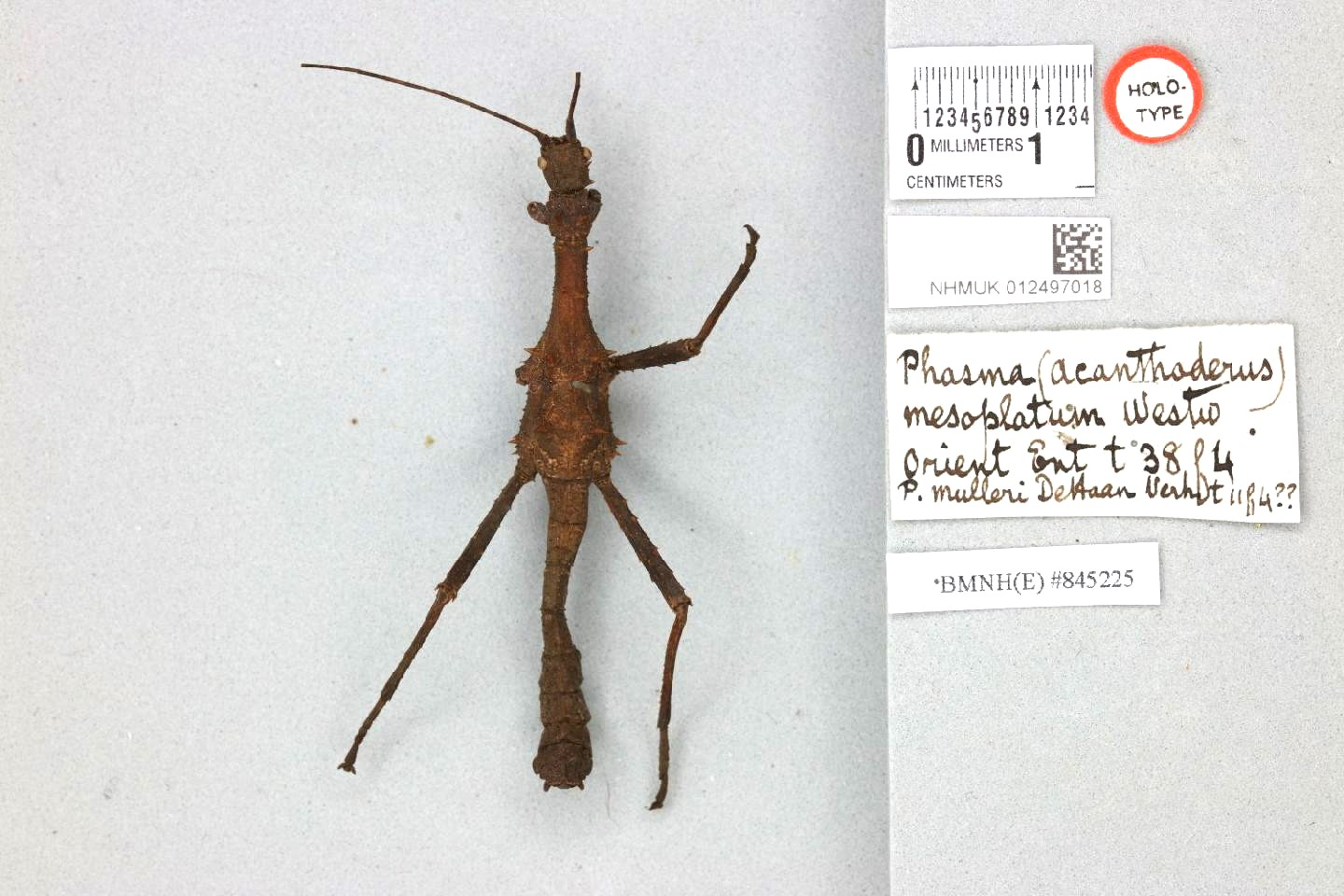
Obrimus mesoplatus, männlicher Holotypus aus dem NHM

## Systematik
Die Gattung Obrimus wurde im Jahr 1875 von Carl Stål errichtet. Der Gattungsname ist der griechischen Mythologie entlehnt. Als einzige Art und damit Typusart nannte Stål die 1848 von Westwood beschriebene Obrimus bufo, die bis dahin in der Gattung Acanthoderus geführt wurde. Er erwähnt am Ende, dass auch Acanthoderus bicoronatus (heute gültiger Name Pericentrus bicoronatus) ein Vertreter dieser Gattung sein könnte. Die nur vom Männchen bekannte, ebenfalls 1848 von Westwood beschriebene, heutige Obrimus mesoplatus, stellte er in die Gattung Dares. Sie wurde erst 1904 von William Forsell Kirby in Obrimus überstellt. Weitere Arten wurden 1877 durch Stål und 1906 durch Josef Redtenbacher in der Gattung Obrimus beschrieben. Diese wurden aber 1939 von James Abram Garfield Rehn und sein Sohn John William Holman Rehn in die von ihnen aufgestellten Gattungen Aretaon (Aretaon asperrimus und Aretaon muscosus beide 1906 in Obrimus beschrieben), Trachyaretaon, die von Rehn und Rehn noch als Untergattung zu Aretaon beschrieben wurde (Trachyaretaon echinatus 1877 in Obrimus beschrieben) und Brasidas (Brasidas cavernosus 1877 in Obrimus beschrieben, Brasidas foveolatus 1906 in Obrimus beschrieben) überstellt. Umgekehrt überführte Frank H. Hennemann 2023 Obrimus quadratipes aufgrund der hier schlitzförmigen Vertiefungen im Metasternum zurück in die Gattung Obrimus, in der sie 1890 von Ignacio Bolívar Urrutia beschrieben worden ist. Rehn und Rehn hatten die Art 1939 wegen fehlerhaft bestimmten Materials in die Gattung Brasidas überstellt.
Folgende Arten werden in der Gattung Obrimus geführt:
- Obrimus bicolanus Rehn, J.A.G.  & Rehn, J.W.H., 1939
- Obrimus bufo (Westwood, 1848)
- Obrimus quadratipes Bolívar, 1890
- Obrimus mesoplatus (Westwood, 1848)
- Obrimus uichancoi Rehn, J.A.G. & Rehn, J.W.H., 1939

In einer von Sarah Bank et al. 2021 veröffentlichten, auf Genanalysen basierenden Untersuchung zur Klärung der Phylogenie der Heteropterygidae wurden auch Proben von Obrimus bicolanus und Obrimus bufo sequenziert. Die Untersuchung ergab, dass die Gattung Obrimus eine gemeinsame Klade mit der Schwestergattung Brasidas bildet.

## Verbreitung
Alle bisher bekannten Arten kommen auf der Insel Luzon vor. Rehn und Rehn nennen als Fundort von Obrimus bicolanus den Südosten der Insel, genauer die Bicol-Region. Für Obrimus uichancoi wird die Provinz Apayao im Norden der Insel als Fundort angegeben.

## Terraristik
Ein einziger Vertreter der Gattung wurde in den Terrarien der Liebhaber gepflegt. Der Zuchtstamm geht auf Tiere zurück, die von Thierry Heitzmann 2010 auf Luzon gesammelt und erstmals nachgezogen worden sind. Eier der Art wurden von Hennemann, Joachim Bresseel und Bruno Kneubühler nach Europa geholt und bereits 2011 erfolgreich nachgezogen. Kneubühler gab seine Tiere zunächst als Obrimus sp. „Pulog“, später als Obrimus bicolanus "Pulog" weiter. Die Phasmid Study Group führt die Art unter der PSG-Nummer 324. Tiere dieses Zuchtstammes sind nicht mehr in Zucht.